# Comuna Župa dubrovačka, Dubrovnik-Neretva
Župa dubrovačka este o comună în cantonul Dubrovnik-Neretva, Croația, având o populație de 8.331 de locuitori (2011).

## Demografie
Componența etnică a comunei Župa dubrovačka
     Croați (94,38%)
     Bosniaci (2,8%)
     Necunoscut (0,22%)
     Neclasificat (1,96%)
Componența confesională a comunei Župa dubrovačka
     Catolici (92,73%)
     Musulmani (3,26%)
     Ortodocși (1,13%)
     Necunoscută (1,22%)
     Alte religii (1,63%)
Conform recensământului din 2011, comuna Župa dubrovačka avea 8.331 de locuitori. Din punct de vedere etnic, majoritatea locuitorilor (94,38%) erau croați, cu o minoritate de bosniaci (2,8%). Apartenența etnică nu este cunoscută în cazul a 0,22% din locuitori. Din punct de vedere confesional, majoritatea locuitorilor (92,73%) erau catolici, existând și minorități de musulmani (3,26%) și ortodocși (1,13%). Pentru 1,22% din locuitori nu este cunoscută apartenența confesională.